# Serranobatrachus
Serranobatrachus – rodzaj płazów bezogonowych z podrodziny Pristimantinae w obrębie rodziny Craugastoridae.

## Rozmieszczenie geograficzne
Rodzaj obejmuje gatunki występujące endemicznie w lasach mglistych i paramo w Sierra Nevada de Santa Marta, w departamencie Magdalena, w Kolumbii.

## Systematyka
Rodzaj zdefiniował w 2022 roku międzynarodowy zespół herpetologów – Kolumbijczycy Sandy Arroyo, Luis Alberto Rueda-Solano i Juan Manuel Daza, Brazylijczyk Mariane Targino i Kanadyjczyk Taran Grant) – w artykule zatytułowanym Nowy rodzaj żab ziemnych (Anura: Brachycephaloidea) z północnej Ameryki Południowej, z systematycznym przeglądem Tachiramantis, opublikowanym w czasopiśmie „Systematics and Biodiversity”. Gatunkiem typowym jest (oryginalne oznaczenie) S. insignitus.

### Etymologia
Serranobatrachus: Serrano, rdzenna ludność z obszaru Sierra Nevada de Santa Marta; gr. βατραχος batrakhos ‘żaba’.

### Podział systematyczny
Do rodzaju należą następujące gatunki:
- Serranobatrachus carmelitae (Ruthven, 1922)
- Serranobatrachus cristinae (Lynch & Ruiz-Carranza, 1985)
- Serranobatrachus delicatus (Ruthven, 1917)
- Serranobatrachus insignitus (Ruthven, 1917)
- Serranobatrachus megalops (Ruthven, 1917)
- Serranobatrachus ruthveni (Lynch & Ruiz-Carranza, 1985)
- Serranobatrachus sanctaemartae (Ruthven, 1917)